# 弯蕊芥
弯蕊芥（学名：Loxostemon pulchellus）为十字花科弯蕊芥属的植物。分布在尼泊尔、喜马拉雅山、锡金、不丹以及中国大陆的青海、四川、云南等地，生长于海拔3,600米的地区，一般生于高山草甸和碎石堆上，目前尚未由人工引种栽培。